# Barém nos Jogos Paralímpicos de Verão de 1988
O Barém participou dos Jogos Paralímpicos de Verão de 1988, que foram realizados na cidade de Seul, na Coreia do Sul, entre os dias 15 e 24 de outubro de 1988.
A equipe, com onze integrantes, obteve três medalhas, das quais uma de ouro, e terminou a participação na trigésima sétima colocação no quadro de medalhas.